# NGC 7189
NGC 7189 é uma galáxia espiral barrada (SBb) localizada na direcção da constelação de Aquarius. Possui uma declinação de +00° 34' 17" e uma ascensão recta de 22 horas, 03 minutos e 15,9 segundos.
A galáxia NGC 7189 foi descoberta em 12 de Outubro de 1863 por Albert Marth.